# Unterseeboot U-48 (1915)
Pour les autres navires du même nom, voir Unterseeboot 48.
L'Unterseeboot U-48 est l’un des 329 sous-marins servant dans la Kaiserliche Marine pendant la Première Guerre mondiale. L'U-48 a été engagé dans la guerre navale et a pris part à la première bataille de l'Atlantique.
Le 24 novembre 1917, il s’échoua sur le Banc de Goodwin. Là, il a essuyé des tirs du HMS Gipsy. L'U-48 fut sabordé et abandonné. Le HMS Gipsy a continué à tirer, tuant 19 hommes. Les 17 autres ont été faits prisonniers.

## Affectations
- IIIe flottille : du 8 juin 1916 au 24 novembre 1917.

## Commandants
- Kapitänleutnant Berndt Buß[3] : du 22 avril 1916 au 9 mars 1917.
- Oberleutnant zur See der Reserve Hinrich Hermann Hashagen[4] : du 10 au 16 mars 1917.
- Kptlt. Karl Edeling[5] : du 17 mars au 24 novembre 1917.

## Navires coulés
| Date              | Nom              | Nationalité  | Tonnage | Destin.             |
| ----------------- | ---------------- | ------------ | ------- | ------------------- |
| 6 août 1916       | Pendennis        | Royaume-Uni  | 2123    | Capturé comme prise |
| 2 octobre 1916    | Lotusmere        | Royaume-Uni  | 3911    | Coulé               |
| 4 octobre 1916    | Brink            | Norvège      | 1391    | Coulé               |
| 6 octobre 1916    | Suchan           | Empire russe | 3781    | Capturé comme prise |
| 6 octobre 1916    | Tuva             | Suède        | 2270    | Coulé               |
| 29 décembre 1916  | Tuskar           | Empire russe | 3042    | Coulé               |
| 6 janvier 1917    | Alphonse Conseil | France       | 1591    | Coulé               |
| 6 janvier 1917    | Ville du Havre   | France       | 5026    | Coulé               |
| 7 janvier 1917    | Borgholm         | Norvège      | 1719    | Coulé               |
| 7 janvier 1917    | Evangelos        | Greece       | 3773    | Coulé               |
| 8 janvier 1917    | Tholma           | Norvège      | 1896    | Coulé               |
| 12 janvier 1917   | Emeraude         | France       | 183     | Coulé               |
| 12 janvier 1917   | Vestfold         | Norvège      | 1883    | Coulé               |
| 14 janvier 1917   | Sydney           | France       | 2695    | Coulé               |
| 16 janvier 1917   | Esperanca        | Norvège      | 4428    | Coulé               |
| 19 janvier 1917   | Nailsea Court    | Royaume-Uni  | 3295    | Coulé               |
| 3 mars 1917       | Connaught        | Royaume-Uni  | 2646    | Coulé               |
| 4 mars 1917       | Adelaide         | Royaume-Uni  | 180     | Endommagé           |
| 4 mars 1917       | The Macbain      | Royaume-Uni  | 291     | Coulé               |
| 7 mars 1917       | Navarra          | Norvège      | 1261    | Coulé               |
| 9 mars 1917       | Abeja            | Royaume-Uni  | 174     | Coulé               |
| 9 mars 1917       | East Point       | Royaume-Uni  | 5234    | Coulé               |
| 12 mars 1917      | Guerveur         | France       | 2596    | Coulé               |
| 12 mai 1917       | San Onofre       | Royaume-Uni  | 9717    | Coulé               |
| 13 mai 1917       | Jessmore         | Royaume-Uni  | 3911    | Coulé               |
| 15 mai 1917       | Meuse            | France       | 4075    | Coulé               |
| 17 mai 1917       | Margareta        | Empire russe | 1873    | Coulé               |
| 21 mai 1917       | Lynton           | Empire russe | 2531    | Coulé               |
| 21 mai 1917       | Madura           | Norvège      | 1096    | Coulé               |
| 13 juillet 1917   | Gibel-Yedid      | Royaume-Uni  | 949     | Coulé               |
| 14 juillet 1917   | Exford           | Royaume-Uni  | 5886    | Coulé               |
| 15 juillet 1917   | Torcello         | Royaume-Uni  | 2929    | Coulé               |
| 16 juillet 1917   | Asama            | Royaume-Uni  | 284     | Coulé               |
| 31 août 1917      | Westbury         | Royaume-Uni  | 3097    | Coulé               |
| 7 septembre 1917  | Minnehaha        | Royaume-Uni  | 13714   | Coulé               |
| 9 septembre 1917  | Elsa             | Danemark     | 1236    | Coulé               |
| 15 septembre 1917 | Rollesby         | Royaume-Uni  | 3955    | Coulé               |